# کایهو یوشو
کایهو یوشو (به ژاپنی: 海北 友松 Kaihō Yūshō)؛ ۱۵۳۳ – ۱۶۱۵) نقاش، بهکشو، و بوشی، ملازم آزای ناگاماسا در دوره آزوچی-مومویاما اهل ژاپن بود.